# U-612 (tàu ngầm Đức)
U-612 là một tàu ngầm tấn công  Lớp Type VII thuộc phân lớp Type VIIC được Hải quân Đức Quốc Xã chế tạo trong Chiến tranh Thế giới thứ hai. Nhập biên chế năm 1942, con tàu vẫn đang trong giai đoạn chạy thử máy và huấn luyện, nó mắc tai nạn va chạm với tàu ngầm U-444 và đắm trong biển Baltic vào tháng 8, 1942. Sau khi được sửa chữa và tái biên chế năm 1943, U-612 chỉ phục vụ trong vai trò huấn luyện cho đến khi xung đột chấm dứt. Nó bị đánh chìm tại Rostock vào ngày 1 tháng 5, 1945, trong khuôn khổ Chiến dịch Regenbogen để tránh bị lọt vào tay lực lượng Đồng Minh.

## Thiết kế và chế tạo

### Thiết kế

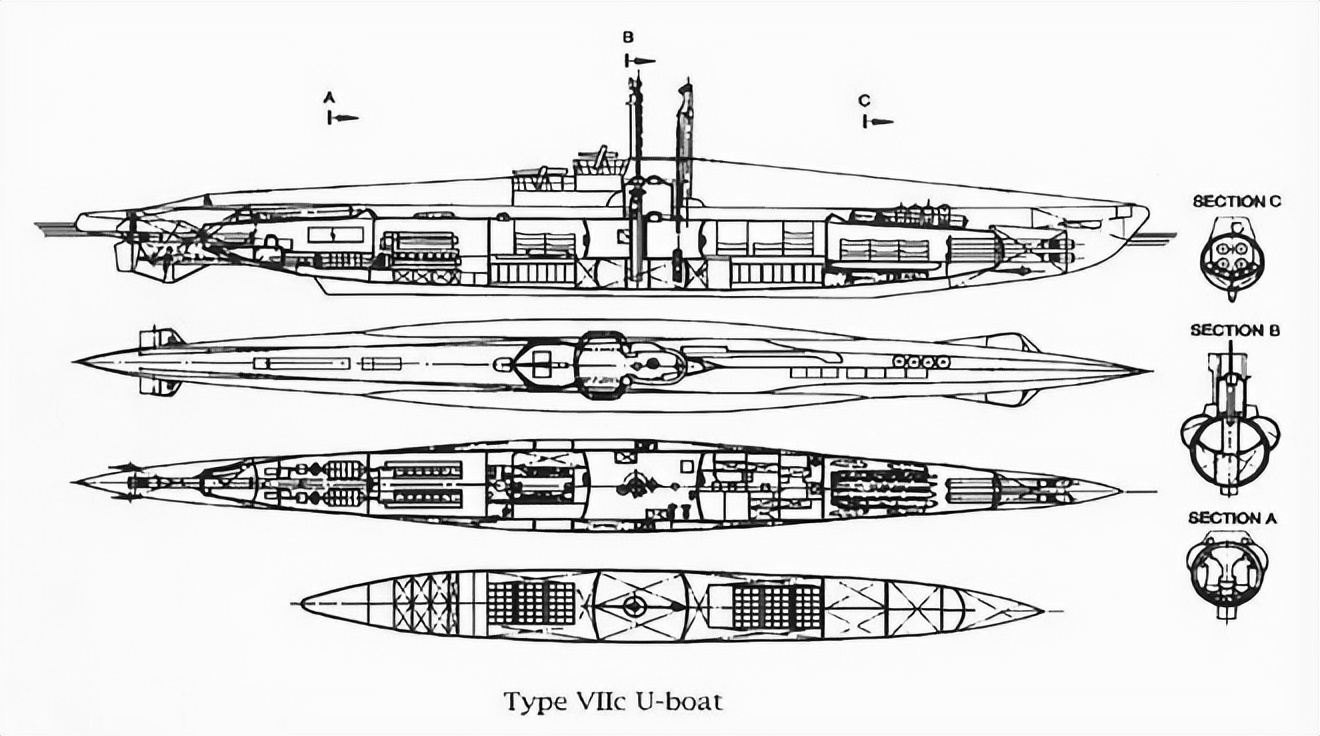
Sơ đồ các mặt cắt một tàu ngầm Type VIIC

Phân lớp VIIC của Tàu ngầm Type VII là một phiên bản VIIB được kéo dài thêm. Chúng có trọng lượng choán nước 769 t (757 tấn Anh) khi nổi và 871 t (857 tấn Anh) khi lặn). Con tàu có chiều dài chung 67,10 m (220 ft 2 in), lớp vỏ trong chịu áp lực dài 50,50 m (165 ft 8 in), mạn tàu rộng 6,20 m (20 ft 4 in), chiều cao 9,60 m (31 ft 6 in) và mớn nước 4,74 m (15 ft 7 in).
Chúng trang bị hai động cơ diesel Germaniawerft F46 siêu tăng áp 6-xy lanh 4 thì, tổng công suất 2.800–3.200 PS (2.100–2.400 kW; 2.800–3.200 bhp), dẫn động hai trục chân vịt đường kính 1,23 m (4,0 ft), cho phép đạt tốc độ tối đa 17,7 kn (32,8 km/h), và tầm hoạt động tối đa 8.500 nmi (15.700 km) khi đi tốc độ đường trường 10 kn (19 km/h). Khi đi ngầm dưới nước, chúng sử dụng hai động cơ/máy phát điện Garbe, Lahmeyer & Co. RP 137/c  tổng công suất 750 PS (550 kW; 740 shp). Tốc độ tối đa khi lặn là 7,6 kn (14,1 km/h), và tầm hoạt động 80 nmi (150 km) ở tốc độ 4 kn (7,4 km/h). Con tàu có khả năng lặn sâu đến 230 m (750 ft).
Vũ khí trang bị có năm ống phóng ngư lôi 53,3 cm (21 in), bao gồm bốn ống trước mũi và một ống phía đuôi, và mang theo tổng cộng 14 quả ngư lôi, hoặc tối đa 22 quả thủy lôi TMA, hoặc 33 quả TMB. Tàu ngầm Type VIIC bố trí một hải pháo 8,8 cm SK C/35 cùng một pháo phòng không 2 cm (0,79 in) trên boong tàu. Thủy thủ đoàn bao gồm 4 sĩ quan và 40-56 thủy thủ.

### Chế tạo
U-612 được đặt hàng vào ngày 15 tháng 8, 1940, và được đặt lườn tại xưởng tàu của hãng Blohm & Voss ở Hamburg vào ngày 21 tháng 4, 1941. Nó được hạ thủy vào ngày 9 tháng 1, 1942, và nhập biên chế cùng Hải quân Đức Quốc Xã vào ngày 5 tháng 3, 1942 dưới quyền chỉ huy của Hạm trưởng, Trung úy Hải quân Paul Siegmann.

## Lịch sử hoạt động
U-612 hoạt động huấn luyện và chạy thử máy trong thành phần Chi hạm đội U-boat 5 trong biển Baltic, đặt căn cứ tại Königsberg (nay là Kaliningrad thuộc Liên bang Nga). Nó đang hoạt động ngoài khơi Danzig (nay là Gdańsk thuộc Ba Lan) khi mắc tai nạn va chạm với tàu ngầm U-444 vào ngày 6 tháng 8, 1942. Cả hai chiếc U-boat đều không biết về sự hiện diện của nhau, và hạm trưởng của U-444 thậm chí còn không biết đã húc phải U-612. Thủy thủ phải nỗ lực để thoát ra khỏi con tàu đang chìm, và họ được U-444 cùng một tàu U-boat khác cứu vớt. Hai người đã thiệt mạng trong tai nạn.
Trung úy Paul Siegmann cùng thủy thủ đoàn đã tham gia hoạt động trục vớt U-612. Nó nổi trở lại trong tháng 8, nhưng bị hư hại nặng do ngập nước, và được sửa chữa tại xưởng tàu Holmwerft tại Danzig. Siegmann cùng thủy thủ đoàn được điều sang tàu ngầm U-230. Sau khi hoàn tất việc sửa chữa, U-612 được tái biên chế vào ngày 31 tháng 5, 1943, nhưng được xem là không còn phù hợp để hoạt động trên tuyến đầu, nên được đưa về vai trò huấn luyện trong biển Baltic. Con tàu lần lượt dưới quyền chỉ huy của Trung úy Theodor Petersen trong thành phần Chi hạm đội U-boat 24, và Trung úy Hans-Peter Dick trong thành phần Chi hạm đội U-boat 31.
Khi cuộc xung đột đi vào giai đoạn kết thúc, trong khuôn khổ Chiến dịch Regenbogen, U-612 bị đánh đắm tại Warnemünde, Rostock vào ngày 1 tháng 5, 1945, tại tọa độ 54°10′B 12°05′Đ / 54,167°B 12,083°Đ, để tránh bị lọt vào tay lực lượng Đồng Minh. Xác tàu đắm được trục vớt vào tháng 7, 1945.